# Mircea Hava
Mircea Hava (n. 26 decembrie 1956, Oradea, România) este un politician român, inginer și membru al Parlamentului European.  Hava a fost ales în Parlamentul European pe lista Partidului Național Liberal.

## Biografie
În 1975 a absolvit liceul în orașul său natal, iar în 1981 a studiat tehnologia chimică la Institutul Politehnic "Traian Vuia" la Timișoara. Mai târziu a fost educat în administrație și management. Din 1981 până în 1991 a lucrat ca inginer chimist și manager de secțiune al unei companii chimice. În 1990 a fost printre fondatorii structurilor locale ale Partidului Democrat (transformat în Partidul Democrat Liberal în 2007). În 2003, a devenit membru al biroului permanent al partidului său. Ulterior s-a alăturat  Partidului Național Liberal.
Hava a fost primar al municipiului Alba Iulia timp de 25 de ani, în 1991 și 1992 și apoi din 1996 până în 2019. A fost membru al Partidul Democrat Liberal și este acum membru al Partidului Național Liberal.
În 2004 a fost reales cu peste 70% din voturi.

## Ordine și decorațiuni
- Ofițer al Ordinului Național de Merit – 2011[11]
- Cavaler al Ordinului Național de Merit – 2004[11]